# كرزيستوف كوزلوفسكي
كرزيستوف كوزلوفسكي (بالبولندية: Krzysztof Jan Kozłowski)‏ هو صحفي وسياسي بولندي، ولد في 18 أغسطس 1931 في بولندا، وتوفي في 26 مارس 2013 في نفس البلد.